# Onychargia indica
Onychargia indica är en trollsländeart som beskrevs av Sahni 1965. Onychargia indica ingår i släktet Onychargia och familjen dammflicksländor. Inga underarter finns listade i Catalogue of Life.